# Édito de Latinidade de Vespasiano

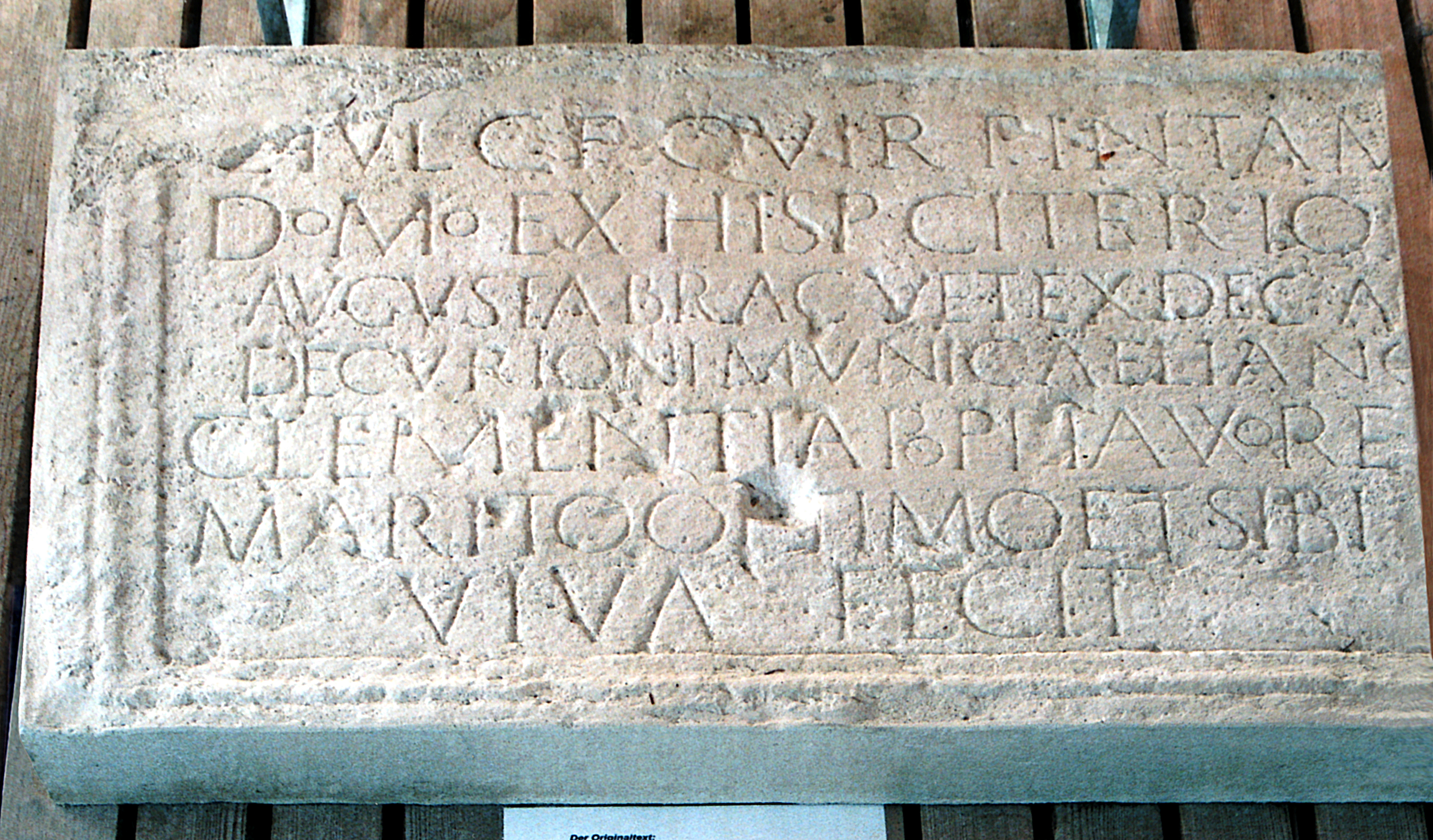
Inscrição funerária da Villa de Leutstetten (Stadt Starnberg, Alta Baviera, Alemanha) dedicada ao decurião da Cohors III Bracaraugustanorum equitata, Publius Julius Pintamo, natural de Bracara Augusta membro da tribo Quirina.
Inscrição: [D(is) M(anibus)] / P(ublio) Iul(io) C(ai) f(ilio) Quir(ina) Pintam[o] / domo ex Hisp(ania) citerio[re] / Augusta Brac(ara) vet(erano) ex dec(urione) a[lae] / decurioni munic(ipii) Aeli Anto[---] / Clementia Po(m)peia uxo[r eius] / marito optimo et sibi [---] / viva fecit
Tradução: Públio Júlio Pintamus, filho de Gaio, da tribo Quirina, veterano de Bracara Augusta na província da Hispânia Citerior. Serviu como capitão de cavalaria numa unidade equestre e como vereador da cidade de Aelia Anto [...]. Sua esposa Clementia Pompeia ergueu este túmulo para seu óptimo marido e para si mesmo, durante sua vida.

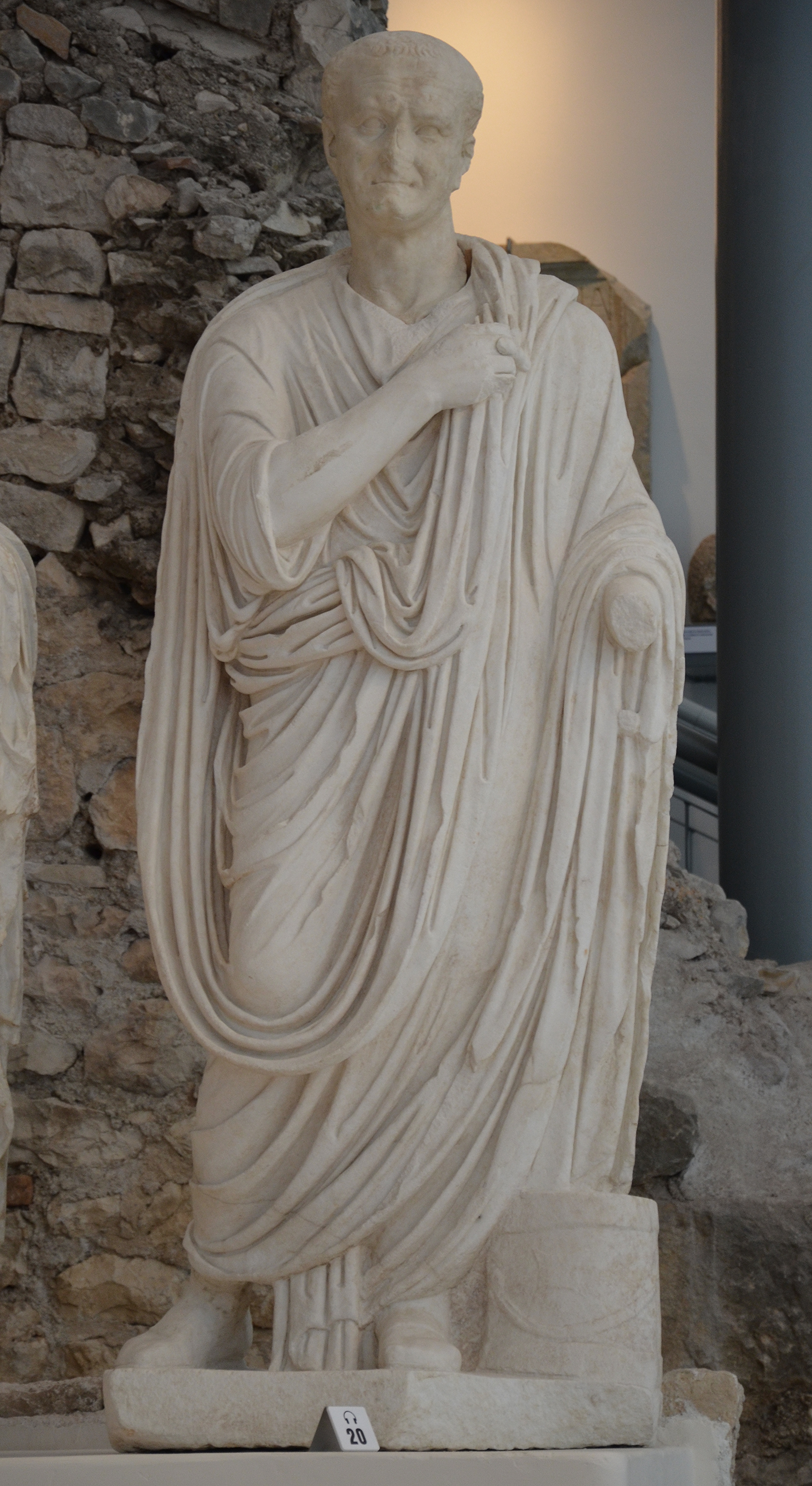
Vespasiano, imperador que emitiu o édito de latinidade em favor das províncias hispânicas.

O Édito de Latinidade de Vespasiano é um decreto imperial do ano de  74 d.C., da autoria do Imperador Vespasiano pelo qual outorgou a cidadania latina menor -ius latii minor- a todas as comunidades da Hispânia. O que permitia aos cidadãos obterem a cidadania romana plena se desempenhassem magistraturas municipais -Duunvirato ou edilidade- na sua comunidade, uma vez que fora transformada em município por ordem imperial, enquanto o restante dos habitantes adquiriam a cidadania latina, que lhes permitia gozar legalmente do direito de fazer negócios de acordo com a lei romana -ius comercii- e de se casar à romana -ius connubii-, em iustae nuptiae. Os cidadãos romanos assim promovidos em todos estes novos municípios foram adscritos à tribo Quirina, e assim o faziam constar na origo dentro do seu nome.

## Antecedentes
Embora seja geralmente aceite que a data de publicação do édito seja o ano 74, o processo progressivo de integração das cidades hispânicas no modelo administrativo do Império é bem mais antigo. Sendo concedido parcialmente o direito a cidadania latina em algumas províncias hispânica em tempos anteriores nomeadamente com César, Augusto, Cláudio, etc.
O império romano foi legalmente concebido como uma conjunção de cidades-estado no sentido de comunidades limitadas no espaço, com uma população beneficiando de direitos próprios, adquiridos por diversos meios e méritos.
Em princípio, o conceito político de cidadania latina foi concebido como um meio de integração no Estado das elites dos territórios anexados por Roma, garantindo-lhes  alguns direitos inerentes aos cidadãos romanos, o sufrágio, o exercício de cargos públicos, o matrimónio dentro da gens ., etc., mas também obrigações, como recrutamento militar, impostos, etc. Com o passar do tempo, às vezes passando por períodos muito violentos (ver Guerra Social) a cidadania latina se espalharia por toda a Itália  e pelos territórios galo-cisalpinos (norte da Itália),   durante a era republicana e, mais tarde, para o resto do Império. Também com o claro e necessário objetivo de aumentar o número de contribuintes. 

## Testemunho de Plínio
Embora existam outros testemunhos indiretos, a referência mais clara ao édito encontra-se numa passagem do historiador Plínio, o Velho, na sua Naturalis Historia III, 30:
| “ | “Universae Hispaniae Vespasianus Imperator Augustus iactatum (o iactatus) procellis rei publicae Latium tribuit” Tradução: O imperador Vespasiano concedeu o direito latino a toda a Hispânia, abalado pelas tempestades do Estado" (ou, com iactus, em tempos difíceis para si) | ” |

.

## Interpretações
A interpretação desta frase não é isenta de controvérsias entre os investigadores, pois os manuscritos que transmitem o texto de Plínio às vezes diferem no uso de termos específicos, por exemplo, para o termo “iactatum”, às vezes “iactatus”.
A tradução e interpretação de uma forma ou de outra influenciam até mesmo a datação do édito, pois pode situá-lo em momentos em que Vespasiano tinha grande necessidade de apoio nas províncias, como no ano 70-71,   quando o poder imperial deveria ser estabilizado durante a guerra,  o ano dos quatro imperadores, ou  que levaria a publicação para o ano de 69  , enquanto a maioria dos historiadores situa o edital no ano 74,   logo após o censo da população feito por Lúcio Júnio Quinto Víbio Crispo entre 71 e 73, e quando Vespasiano juntamente com seu filho Tito, associado ao trono em igualdade de condições, empreenderam uma série de reformas administrativas em todo o Império, e também nas províncias hispânicas.

## Alcance do edital
Os investigadores encontram as mesmas dificuldades para determinar se o direito ao ius latii contido no édito abrangia toda a Península, se os cidadãos gozariam dele individualmente ou como parte de uma comunidade privilegiada, bem como se o efeito era imediato ou seria desenvolvido através de leis posteriores.  
No entanto, parece que pelo menos 350 cidades hispânicas nas áreas mais romanizadas poderão ter sido promovidas municípios romanos durante a dinastia Flaviana, como testemunham muitos textos gravados em bronze, como os das cidades de Malaca, Salpensa ou as  6 tabuletas  de Irni. Essas leis acabariam por eliminar as configurações organizacionais dos povos indígenas ao serem substituídas pelo modelo urbano romano.